# Paralacydes impia
Paralacydes impia là một loài bướm đêm thuộc phân họ Arctiinae, họ Erebidae.